# Dalton, Nebraska
Dalton är en småstad (village) i Cheyenne County i västra delen av den amerikanska delstaten Nebraska. Orten hade 315 invånare vid 2010 års federala folkräkning.
Dalton grundades omkring sekelskiftet 1900 när Nebraska, Wyoming and Western Railroad byggdes förbi platsen, och fick järnvägsförbindelse på linjen mellan Denver och Deadwood.